# Gangwu
Gangwu (kinesiska: 岗乌) är en köping i sydvästra Kina. Den ligger i det autonoma häradet Guanling i staden Anshun i provinsen Guizhou,  omkring 150 kilometer sydväst om provinshuvudstaden Guiyang. Antalet invånare är 18130. Befolkningen består av 8 768 kvinnor och 9 362 män. Barn under 15 år utgör 29,0 %, vuxna 15-64 år 62 %, och äldre över 65 år 7,0 %.